# Приморськ (Волгоградська область)
Приморськ (рос. Приморск) — селище у Биковському районі Волгоградської області Російської Федерації.
Населення становить 3128  осіб. Входить до складу муніципального утворення Приморське сільське поселення.

## Історія
Селище розташоване у межах українського історичного та культурного регіону Жовтий Клин.
Селище засноване 1959 року.
Згідно із законом від 21 лютого 2005 року № 1010-ОД органом місцевого самоврядування є Приморське сільське поселення.

## Населення
| 1959  | 1970  | 1979  | 1989  | 2002  | 2010  | 2012  |
| ----- | ----- | ----- | ----- | ----- | ----- | ----- |
| 3348  | ↗3506 | ↘3290 | ↘2733 | ↗3228 | ↘3159 | ↗3204 |
| 2013  | 2014  | 2015  | 2016  | 2017  |       |       |
| ↘3195 | ↘3189 | ↘3186 | ↗3205 | ↘3128 |       |       |